# Dan Alexa
Dan Alexa (n. 28 octombrie 1979, Caransebeș, Caraș-Severin, România) este un fotbalist român retras din activitate, care a jucat pe post de mijlocaș la echipe ca Poli Timișoara, Dinamo și Anorthosis. Pe plan internațional, are prezențe la națională pentru România Sub-21 și România. După încheierea carierei, a devenit antrenor, și antrenează în prezent pe CS Tunari.
Ca jucător, a evoluat la mai multe cluburi de renume, cum ar fi: FC Politehnica Timișoara, Rapid București, FC Universitatea Craiova sau Dinamo București. A jucat și în echipa națională de fotbal a României.

## Cariera de jucător
Dan Alexa a început să joace fotbal la vârsta de 8 ani, la CSS Caransebeș, consacrându-se pe postul de mijlocaș defensiv. În urma rezultatelor bune obținute cu echipa de juniori, Alexa a ajuns să absolve LPS Banatul și să joace din 1992 la FC Politehnica Timișoara, apoi în 1998 la UMT Timișoara și la Rocar București din 1999.
La Rocar București, a debutat în Divizia A într-un meci împotriva echipei Steaua București disputat pe 31 iulie 1999 pe Stadionul Ghencea. În tricoul echipei Rocar a adunat 37 de meciuri în prima ligă în două sezoane, marcând un singur gol. Cea mai mare performanță a atins-o în anul 2001, când Rocar a jucat în premieră finala Cupei României (2–4 cu Dinamo București).
În 2002, s-a transferat la FC Universitatea Craiova, iar în 2003 la Dinamo București (cu care a câștigat un titlu de campion al României și două Cupe ale României), după care a semnat cu echipa chineză, Beijing Hyundai. În 2006, s-a întors la FC Politehnica Timișoara.
În Liga I, avea până la startul sezonului 2010–2011, 210 meciuri disputate și 6 goluri marcate în 10 ediții de campionat. În cupele europene a adunat 17 prezențe și a marcat un gol (într-un meci cu Club Brugge KV, 1–3 pe 31 iulie 2002), până la startul ediției 2010–2011.
În 2010 a primit distincția de cetățean de onoare al orașului Caransebeș. 
A fost ales de către suporterii echipei Poli Timișoara, pe blogul oficial al clubului, cel mai bun jucător al sezonului 2009–2010.
După desființarea echipei, în 2011, Alexa a ales să joace la Rapid București timp de un sezon. După un sezon reușit la București, s-a transferat în Cipru la Anorthosis Famagusta. În 2014, Alexa și-a reziliat contractul cu formația cipriotă pentru a deveni antrenor.

## Cariera de antrenor
Pe 15 martie 2014 Alexa a decis să se retragă din fotbal, după ce și-a reziliat contractul cu Anorthosis Famagusta. El și-a început cariera de antrenor la ACS Poli Timișoara.

## Echipa națională
Alexa a debutat la echipa națională, în anul 2004 contra Irlandei pe 27 mai, meci pierdut cu scorul de 0–1. El a marcat singurele sale goluri pentru echipa națională în meciul amical cu Ucraina din februarie 2011.